# Robe District Council
Koordinaten: 37° 10′ S, 139° 45′ O

Der District Council of Robe ist ein lokales Verwaltungsgebiet (LGA) im australischen Bundesstaat South Australia. Das Gebiet ist 1092 km² groß und hat etwa 1550 Einwohner (Stand 2021).
Robe liegt im Südosten von South Australia etwa 270 km südöstlich der Metropole Adelaide. Das Gebiet beinhaltet elf Ortsteile und Ortschaften: Boatswains Point, Bray, Comung, Greenways, Konetta, Lake Eliza, Mount Benson, Noolook Forest, Nora Creina, Robe und Woodleigh. Der Verwaltungssitz des Councils befindet sich in der Hafenstadt Robe an der Guichen-Bucht, wo etwa 1150 Einwohner leben.

## Verwaltung
Der Council von Robe hat sieben Mitglieder, sechs Councillor und der Ratsvorsitzende und Mayor (Bürgermeister). Sie werden von allen Bewohnern der LGA gewählt.
Bis 2014 stammten die sechs einfachen Ratsmitglieder aus zwei Wards (Wahlbezirke): vier aus dem Town, zwei aus dem Rural Ward.